# Чемпионат мира по настольному теннису 1950
Чемпионат мира по настольному теннису 1950 года прошёл с 29 января по 5 февраля в Будапеште (Венгрия).

## Медалисты
| Разряд                   | Золото                                                                                        | Серебро                                                                        | Бронза                                                                             |
| ------------------------ | --------------------------------------------------------------------------------------------- | ------------------------------------------------------------------------------ | ---------------------------------------------------------------------------------- |
| Мужской одиночный разряд | Ричард Бергман                                                                                | Ференц Шоош                                                                    | Ференц Шидо                                                                        |
| Мужской одиночный разряд | Ричард Бергман                                                                                | Ференц Шоош                                                                    | Иван Андреадис                                                                     |
| Женский одиночный разряд | Анджелика Розяну                                                                              | Гизелла Фаркаш                                                                 | Рожи Карпати                                                                       |
| Женский одиночный разряд | Анджелика Розяну                                                                              | Гизелла Фаркаш                                                                 | Шари Сас                                                                           |
| Мужской парный разряд    | Ференц Шидо Ференц Шоош                                                                       | Иван Андреадис Франтишек Токар                                                 | Ладислав Штипек Богумил Ваня                                                       |
| Мужской парный разряд    | Ференц Шидо Ференц Шоош                                                                       | Иван Андреадис Франтишек Токар                                                 | Вацлав Тереба Йозеф Турновски                                                      |
| Женский парный разряд    | Дора Береги Хелен Эллиот                                                                      | Гизелла Фаркаш Анджелика Розяну                                                | Вера Дэйс Маргарет Франкс                                                          |
| Женский парный разряд    | Дора Береги Хелен Эллиот                                                                      | Гизелла Фаркаш Анджелика Розяну                                                | Элишка Фюрстова Квета Грушкова                                                     |
| Микст                    | Ференц Шидо Гизелла Фаркаш                                                                    | Богумил Ваня Квета Грушкова                                                    | Ладислав Штипек Анджелика Розяну                                                   |
| Микст                    | Ференц Шидо Гизелла Фаркаш                                                                    | Богумил Ваня Квета Грушкова                                                    | Иван Андреадис Элишка Фюрстова                                                     |
| Мужской командный турнир | Чехословакия · Иван Андреадис · Макс Маринко · Вацлав Тереба · Франтишек Токар · Богумил Ваня | ВНР · Йожеф Коциан · Ференц Шидо · Ференц Шоош · Ласло Варконьи · Йожеф Фаркаш | Англия · Бернард Кроуч · Ричард Бергман · Джон Лич · Генри Веннер · Обри Симонс    |
| Мужской командный турнир | Чехословакия · Иван Андреадис · Макс Маринко · Вацлав Тереба · Франтишек Токар · Богумил Ваня | ВНР · Йожеф Коциан · Ференц Шидо · Ференц Шоош · Ласло Варконьи · Йожеф Фаркаш | Франция · Александр Агопофф · Мишель Агено · Мишель Ланской · Рене Ротоф           |
| Женский командный турнир | СР Румыния · Люси Славеску · Анджелика Розяну · Шари Сас                                      | ВНР · Гизелла Фаркаш · Рожи Карпати · Илона Кирай · Илона Сольом               | Англия · Пинки Барнес · Вера Дэйс · Маргарет Франкс · Дора Береги                  |
| Женский командный турнир | СР Румыния · Люси Славеску · Анджелика Розяну · Шари Сас                                      | ВНР · Гизелла Фаркаш · Рожи Карпати · Илона Кирай · Илона Сольом               | Чехословакия · Квета Грушкова · Элишка Фюрстова · Мария Кеттнерова · Ида Котяткова |